# Dominantnost leve ruke i zdravlje
Dominantnost leve ruke je sklonost neke osobe da za izvođenje većine aktivnosti upotrebljava češće levu ruku nego desnu. Dominantnost jedne ruke smatra se najočiglednijim primerom cerebralne lateralizacije, koja je isključivo i jedino karakteristična za čoveka. Levorukost je jedan od najčešćih oblika dominantnosti jedne ruke.
I pored mnogobrojnih eksperimenatalnih istraživanja, među istraživačima i dalje nije postignuta saglasnost o tome ko se može smatrati levorukom osobom, koji je procenat levorukih osoba u opštoj populaciji i koja je etiologija zdravstvene dominantnosti levorukosti. Levoruke osobe,  prema podacima iz literature, čine 6-14% svetske populacije.

## Funkcionalni odnos dominantne i  nedominantne ruke
Dominantna lateralizovanost označava pojavu vodećeg uda ili vodećeg čula pri vršenju složenih psihomotornih aktivnosti. Dominantna lateralizovanost se najčešće javlja kao dešnjačka. Pri obavljanju aktivnosti jedna ruka vodi bimanuelnu aktivnost, a druga je prati. Takva ruka je sa znatno boljom izdiferenciranošću mogućnosti za izvođenje psihomotorne aktivnosti, dok joj ona druga joj pomaže pridržavanjem. Proces sazrevanja dominacije udova u manipulativnom polju se završava negde između šeste i osme godine života.
Dominantnom rukom se smatra ona koja se češće koristi, koja je brža i preciznija pri obavljanju manuelnih zadataka. Za optimalnu funkciju ruke u aktivnostima dnevnog života neophodan je očuvan obim pokreta u svim zglobovima ruku, kontraktilne sposobnosti mišića, izdržljivost, kao i funkcije hvatanja. Karakteristike stiska šake se relativno mogu predvideti jer su u direktnoj vezi sa morfološkom strukturom, utreniranošću, kondicijom, zdravstvenim i fiziološkim stanjem u vreme njenog testiranja. Za razliku od snage stiska šake izdržljivost je sposobnost koja se ne može predvideti na osnovu antropometrijskih merenja.
Iako postoji skoro neprimetna razlika u morfološkim karakteristikama između dominantne i nedominantne ruke, istraživanja pokazuju superiornost u ispoljavanju maksimalne sile u korist dominantne ruke.

## Dominantnost leve ruke kao zdravstveni rizik
Levorukost kao faktor rizika kod različitih razvojnih i zdravstvenih poremećaja, povređivanja i skraćenja dužine života izučavana je u brojnim naučnim studijama. Najubedliviji naučni dokazi su povezanost dominantne levorukosti sa deformitetima kičmenog stuba kod dece u pubertetu i sa povređivanjem u opštoj populaciji. 
Međutim, postoji i kontroverznost među rezultatima dosadašnjih istraživanja, kod kojih se povezuje levorukost sa govornojezičkim, imunološkim i psihijatrijskim poremećajima i seksualnim ponašanjem. Ovo bi se moglo objasniti neusaglašenošću istraživača da li je pisanje levom rukom dovoljan kriterijum za dominantnu levorukost ili je neophodno ispitivanje i drugih parametara za procenu lateralizovanosti.

## Hipoteze o uticaju levorukosti na zdravlje
U naučnoj literaturi dominantnost jedne ruke dovodi se u vezu s razvojnim poremećajima, kao što su autizam, disleksija i mucanje, razni zdravstveni poremećaji kojima se može objasniti hipotetički skraćen životni vek osoba sa dominacijom jedne ruke (npr. kod levorukih ljudi).
Međutim, suprotstavljena istraživanja negiraju ove tvrdnje i smatraju da se dominantnost jedne ruke, kao npr. levorukost, ne može uvek smatrati patološkim pokazateljem, i da ona nije povezana sa zdravstvenim problemima i nesrećnim slučajevima, odnosno skraćenim životnim vekom takvih osoba.

## Mogući etiološki faktori koji mogu biti od uticaja na zdravlje dominantno levorukih osoba
Kao mogući etiološki faktori koji mogu biti od uticaja na razvoj određenih poremećaja i ponašanje kod dominantno levorukih osoba u literaturi se navode: seksualno ponašanje, traumatizam, deformiteti kičmenog stuba, govornojezički, imunološki, neuropsihijatrijski i drugi zdravstveni poremećaji.

### Govornojezički poremećaji
Kao dominantna hemisfera mozga smatra se ona koja je prvenstveno odgovorna za obradu jezika. U 95% dešnjaka ona je na levoj strani, a u 2% na desnoj. U 3%, slučajeva jezički centar je podeljen u dve hemisfere. Kod većina levorukih jezički centar je levo, odnosno u 70% slučajeva kontroliše govor, u 15%, slučajeva kontrola govora distribuirana je u obe hemisfere, a u 15% desna hemisfera kontroliše govor. Dakle, postoji neka korelacija između dominantnosti hemisfere i one strane mozga koja kontroliše jaku ruku. Međutim, jezički centar se nalazi u većine levorukih na levoj strani, koja je odgovoran za slabu desnu ruku. Stoga, ne postoji jasna zakonitost pri objedinjavanju samovolje i lateralnosti.
Leva hemisfera mozga je, prema tome, najčešće dominantna za verbalne funkcije – govor i jezik. U njoj se nalaze centri za razumevanje govora i verbalno izražavanje; njeno oštećenje dovodi do smetnji u  čitanju, pisanju i računanju (usmenog). Oštećenja leve hemisfere mozga dovode i do slabljenja verbalnog pamćenja (npr. pamćenja priča ili brojeva) i poteškoća u orijentaciji desno – levo. Ona je takođe zadužena za analitičko mišljenje i formiranje pojmova ili konceptualizaciju. Ona obrađuje podatke na način da radi sekvencijalnu obradu podataka, odnosno vremensku analizu informacija i povezivanje uzroka i posledica. Istraživanja sprovedena kod bolesnika sa oštećenjem leve hemisfere pokazuju da takvi bolesnici imaju poteškoće u verbalnoj komunikaciji (problemi s receptivnim i ekspresivnim govorom, deficiti verbalnog pamćenja).
U  govornojezičke poremećaje za koje se smatra da su povezani sa levorukošću istraživana je disleksija – nesposobnost čitanja usled poremećaja shvatanja onoga što je pročitano.
- U svojim istraživanjima  Gešvind (Geschwind) i Bean (Behan), koja su dva puta ponavljali na različitim populacijama, oni su dobili vrlo slične rezultate, u kojima je jedanaest puta više osoba sa disleksijom među levorukima, nego među desnorukima.[17] Takođe se navodi da među levorukim osobama ima devet puta više onih sa problemima u učenju nego među desnorukima.
- Biderman (Biederman) i saradnici u svojim istraživanjima nisu utvrdili ovu povezanost.[18]
- Najnovija iztraživanja pokazuju da je disleksija po svojoj suštini poremećaj unutar govornog sistema, ili posebne supkomponente ovoga sistema – fonološkog procesuiranja.
- Salvesen (Salvesen) i Marinac Dabić (Marinac Dabic)[19] dovode u vezu levorukost kod novorođene dece sa učestalim ultrazvučnim pregledima majke tokom trudnoće. Ove preglede oni dovode i u vezu i pojavom disleksije.
- Kada je u pitanju mucanje, Gešvind i Galaburda (Galaburda) su utvrdili da je ono pet puta češće kod dominantno levorukih,[16] mada u svojim istraživanjima Salihović i Sinanović[20]nisu potvrdili ovu povezanost. Postoje i sporna mišljenja o  razvoju mucanja i disleksije kod levorukih osoba, posebno ona sa prevežbavanjem i premeštanjem aktivnosti na desnu ruku.[21] Mada je kod većeg broja levorukih osoba moždana dominacija pretrpela takve promene u smislu preuzimanja dominantne uloge nad  suprotnim regijama, oni nemaju nikakvih poteškoća u govoru, čitanju i pisanju.[17]

Razvoj savremenih dijagnostičkih postupaka, posebno funkcionalne magnetne rezonancije, omogućio je bolja saznanja o neurobiološkim znacima disleksije, posebno kod oštećenja dva zadnja moždana sistema leve hemisfere (parijetotemporalnog i okcipitotemporalnog) sa kompenzatornim angažovanjem prednjih  moždanih sistema.

### Imunološki poremećaji
Brojna istraživanja dovode u vezu levorukost i različite vrste imunoloških poremećaja. 
Etiologija povezanosti dominantne levorukosti najviše je prikazivana Gešvind– Galaburdingovim modelom.  U ovom modelu opisani su efekti hemijskih promena u intrauterinom razvoju, po kojima je levorukost češća kod osoba muškog pola, kao i da su govorni poremećaji i teškoće pri čitanju i razumevanju teksta češći kod muškaraca, jer su imunološki poremećaji i druge bolesti češćie kod levorukih osoba. 
| „ | Naime, pokazano je da visok nivo testosterona inhibira razvoj timusa kod pacova i zečeva, kako in utero, tako i posle rođenja. Timus je važna karika u pravilnom imunološkom razvoju. Afektiran timus dovešće do oštećenja imunološkog sistema levorukih osoba, što je od presudnog značaja za odbranu organizma od spoljnih uticaja. Ako postoje prepreke u razvoju timusa, sprečen će biti i pravilan razvoj limfocita, koji verovatno posledično neće moći da prepoznaju strane materije. | ” |

Ovi rezultati su u skladu sa hipotezom da faktori koji utiču na lateralizaciju takođe utiču i na razvoj imunološkog sistema, što u kasnijem razvoju može da dovede do povećane učestalosti imunoloških poremećaja kod levorukih ljudi. 
Evo još nekih otkrića koja povezuju levorukost sa imunološkim poremećajina:
- Među levorukim osobama ima više astmatičara i osoba atopijske konstitucije.[16] Na ovo ukazuje Kromidas (Krommydas), koji je sa saradnicima utvrdio da se bronhijalna astma češće javlja kod levoruke dece.[24]
- Osobe koje pate od alergija u većem procentu su dominantno levoruke, prema tvrdnjama S.Korena.[10]
- Viiše levorukih osoba je među onima koji pate od urtikarije i ekcema, prema istraživanjima Smita (Smith).[25]
- Utvrđena je i korelacija između levorukosti i autoimunih oboljenja, kao što su Kronova  bolest, Hašimotov tireoiditis i ulcerozni kolitis, ali ne i sa sistemskim eritematoidnim lupusom.[26][27][28]
- Levorukost je, prema nekim zapažanjima, češća kod dece kod koje se u ranom detinjstvu češće javljaju alergije.[29][30]

Međutim, Zac (Satz) i Zoper (Soper), kao i De latolas (Dellatolas) i drugi, opovrgavaju povezanost levorukosti i imunološke bolesti. Mek Manus (McManus) i Visocki (Wysocki) su ukazali na to da levorukost nije povezana s alergijama, ali je broj obolelih od artritisa kod njih najviša.

### Seksualno ponašanje
- Kako je homoseksualizam značajno više povezan sa rizikom od HIV infekcije i oboljevanja od side, jedno od istraživanja govori o tome da su levoruke osobe podložnije HIV infekciji, kao i da imaju manje mogućnosti da se ova infekcija dalje razvije.[34]
- S.Koren je među prvima doveo u vezu levorukost i homoseksualizam,[35] a Gotestam (Gotestam) i saradnici navode da je odnos između levorukih i desnorukih homoseksualaca 17,5% prema 8,4%.[36]

Ovakva tumačenja zahtevaju dalja istraživanja i preciznije dokaze.

### Traumatizam
Kako su svi kućni aparati i industrijske mašine, automobili, građevinske mašine itd. proizvedene za desnoruku populaciju, zato brojna do danas sprovedena istraživanja, dovode u vezu levorukost i povređivnje sa ovim konstruktivnim rešenjima.
- Prema istraživanjima Korena (Coren) kod levorukih osoba, u poređenju sa desnorukima, u 90% slučajeva postoji mogućnost da se levoruke osobe povrede u nesrećnim slučajevima, a šest puta veća da umru od tih povreda.
- Person (Persson) i Alebek (Allebeck)  kod levorukih osoba u sprovedenim istraživanjima ustanovili su blago povišen rizik tokom upravljanja motornim vozilima.[37]  Tako npr. levoruki Indijici imaju češće saobraćajne udese od desnorukih.[38]
- U radu sa industrijskim mašinama levoruki se češće povređuju od dešnjaka.
- Sportske povrede su takođe češće kod dominantno levorukih osoba.[39]
- Dominantno levoruke osobe prema brojnim istraživanjima, imaju veću mogućnost da zadobiju povrede glave u tučama, na radu, u toku saobraćajnih nesreća i tokom sportskih aktivnosti,[40] ali i  prelome kostiju.[41]
- Grejem (Graham) ukazuje na levorukost kao jedan od faktor rizika za povređivanje kod dece.[42]

### Neuropsihijatriski poremećaji
- Prema istraživanjima Korena, Gešvinda i Galaburde, među levorukim osobama ima više onih koji pate od migrene.[16][10] Kada je u pitanju žensko-muški odnos kod  levorukih osoba koje pate od migrene, jedno istraživanje pokazalo je da je među levorukim ženama dominacija levog oka značajno manja, u odnosu na osobe muškog pola kod kojih je ova korelacija značajna.[43]
- Levorukost i klasterglavoboije u svojim istraživanjima povezuje Mesinger (Messinger)  sa saradnicma.[44] Međutim, Hering (Hering) smatra da nema direktne povezanosti između migrene, tenzione glavobolje i levorukosti.[45]
- U svojim istraživanjima Meseri (Messeri) navodi da je dominantna levorukost povezana sa neurozama,[46] dok je Dilon (Dillon) utvrdio da se kod levorukih muškaraca nešto češće javljaju i drugi psihološki poremećaji.[47]
- Povezanost levorukosti sa anksioznošću takođe je utvrđena je kod odraslih, ali i kod dece.[48][49]  Dok u svojoj studiji Merkelbah (Merckelbach) negira značajnu povezanost levorukosti sa anksioznim poremećajima.[50]
- Tejlor (Taylor) i Amir (Amir) nisu uočili vezu između levorukosti i psihoza,[51] mada je zabeležen veći procenat dominantno levorukih među osobama obolelim od depresivne psihoze i shizofrenije.[52][53]
- Koren i Serleman (Searleman) navode da dominantno levoruke osobe češće imaju poteškoće sa uspavljivanjem, i češće se bude tokom noći.[54]

### Deformiteti kičmenog stuba
- Levorukost kao mogući faktor rizika može uticati na razvoj deformiteta kičmenog stuba kod dece u pubertetu, posebno uz nepoštovanje sanitarno-higijenskih uslova u školskoj sredini.
- Nisinen (Nissinen), sa svojim saradnicima, je među prvma ukazao da levorukost kao faktor rizika može biti od uticaja za nastanak grudne hiperkifoze u toku naglog razvoja u pubertetu.[55]
- Prema nekim istraživanjima levorukost može biti i jedan od faktora rizika za nastajanje skolioze kod devojčica u pubertetu.[56]

### Ostali zdravstveni poremećaji
Dominantna levorukost, prema dosadašnjim istraživanjima, povezana je sa šećernom bolesti (nešto izraženije kod muškaraca), arterijskom hipertenzijom, apneom u snu, umokravanjem u snu i Daunovim sindromom.
Međutim, i kod ovih tvrdnji potrebna su dopunska istraživanja kako bi se ove sumnje i naučno potvrdile.

## Spoljašnje veze
- ronaldchiu (2. 11. 2005). „THE FIGHTING HYPOTHESIS: STABILITY OF POLYMORPHISM IN HUMAN HANDEDNESS | SCQ”. www.scq.ubc.ca (на језику: енглески). Приступљено 2024-05-26.

|  | Molimo Vas, obratite pažnju na važno upozorenje u vezi sa temama iz oblasti medicine (zdravlja). |